# Upplands runinskrifter 563
Upplands runinskrifter 563, längst till höger på bilden, är ett vikingatida runstensfragment av röd sandsten i Malsta kyrka, Malsta socken och Norrtälje kommun. Runstensfragmentet är 0,49 gånger 0,44 meter stort.
Runstensfragmenten på bilden är, från vänster, U 564, U 562, U 561 och U 563. Samtliga dessa förvaras i Malsta kyrkas vapenhus.

## Inskriften
Translitterering av runraden:
...(r) ' litu ' ...
Normalisering till runsvenska:
... letu ...
Översättning till nusvenska:
... läto ...